# Amstrad GX4000
Amstrad GX4000 är en spelkonsol som utvecklades av det brittiska elektronikföretaget Amstrad och släpptes i september 1990 inom Europa.
Handkontrollen har en knappdesign som liknar motsvarigheterna hos konkurrenterna Master System och Nintendo Entertainment System, men har även stöd för en analog spak och en ljuspistol.
Spelkonsolen fick beröm för sin grafik, men kritiserades för handkontrollen och ljudkvaliteten.
Totalt 27 spel utvecklades och publicerades till spelkonsolen, mestadels av brittiska och franska företag, bland andra Ocean Software, Titus Software och Loriciels.

### Fotnoter
1. ↑  "ACE Magazine." ACE Magazine Issue 31 1990
2. ↑   Retroinspection: GX4000, Retrogamer Magazine Issue 52 Pg64
3. ↑  "CPChoice" ACE October 1990 Pg120.
4. ↑  Amstrad GX4000 on videogameconsolelibrary.com
5. ↑  Complete list of GX 4000 games